# Distrito de Amashca
El distrito de Amashca es uno de los once distritos de la Provincia de Carhuaz, ubicado en el Departamento de Áncash, en el Perú.

## Historia
El distrito fue creado mediante Ley del 14 de diciembre de 1941, en el gobierno del presidente Manuel Prado.
Cuenta con un Colegio nacional de prestigio, denominado "Virgen de Natividad" en honor a la santísima virgen del mismo nombre, patrona del distrito. El colegio ha resaltado en concursos provinciales y regionales, en certámenes de escoltas, FENCYT ganador en primer puesto en ciencias de la investigación y arqueológica; sus exalumnos, hoy por hoy, triunfan en UNASAM, SENATI, otras universidades y entidades del Perú.

## Toponimia
Supuestamente su nombre derivaría de la expresión en quechua amash kaa ( amash = papa de fécula morada y blanca; kaa = hay aquí). Amashca: " Aquí hay papa blanquimorada".

## Geografía
Tiene una superficie de 11,99 km² y una población estimada mayor a 1 700 habitantes. Su capital es el pueblo de Amashca.
- El distrito de Amashca, cuenta con uno de los miradores turísticos más hermoso y estratégico con una altura de 3 225 m s. n. m. denominado "BALCÓN DEL CALLEJÓN DE HUAYLAS"

## Autoridades

### Municipales
- 2015 - 2018[1]
  - Alcalde: Victoriano Guillermo Aranibar Reyes, del Movimiento Regional Ande - Mar.
  - Subprefecto : Orlando Víctor Rimey Reyes
  - Juez de paz : Julián Rimey Llanqui

### Religiosas
- Parroquia san pedro de carhuaz[2]
  - Párroco: Pbro. FLORENTINO HENOSTROZA LLIUYA

## Festividades
- se celebra el 8 de septiembre de cada año "Virgen de Natividad"
- Se festeja la Semana Santa, un fervor católico lleno de fe
- Aniversario  del glorioso colegio "Virgen de Natividad", el 28 de mayo
- Fiesta patronal Punyan "Virgen de las Mercedes", 25 y 26 de septiembre
- Se celebra "El Señor de los Milagros", el 18 de octubre
- Fiesta patronal de Shapashmarca "Virgen de las Mercedes",el 5 de octubre
- El 30 de agosto "Santa Rosa de Lima" Pishap